# Singon buddhizmus

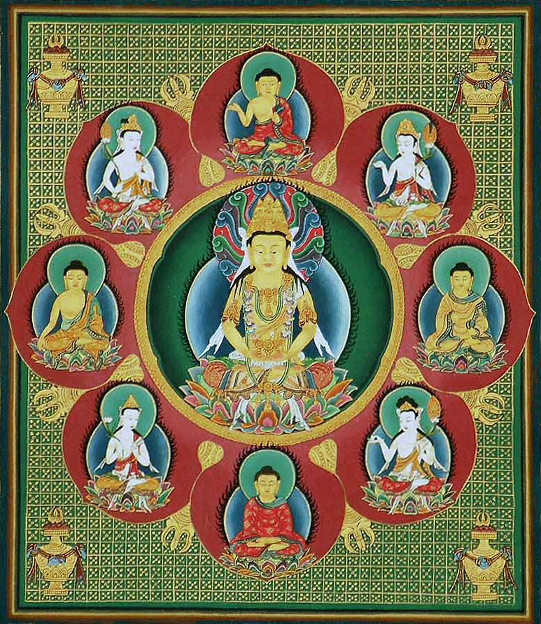
Egy japán mandala az öt dhjáni buddhával és más bodhiszattvával Mahávairocsana körül.

A Singon buddhizmus (japánul 真言宗 Singon sú) az egyik legnépszerűbb buddhista irányzat Japánban, amely egyike a Vadzsrajána buddhizmus kevés túlélőjének. Az i. sz. 3-4. században indult vonal eredetileg Kínában és Koreában terjedt el. Az ezoterikus tanítások később virágzásnak indultak Japánban Kúkai buddhista pap idejében. A singon szó a japán kandzsi olvasata a kínai zhenyan (真言) szónak, ami szó szerint "igaz szavak"-at jelent, ami viszont a szanszkrit mantra (मन्त्र) szó kínai fordítása.

## Története
A Singon buddhista tan és tanítás a Heian időszakban (794-1185) kezdődött, amikor egy Kúkai nevű pap Kínába utazott (804-ben), hogy tanulmányozza az ezoterikus buddhista gyakorlatokat. Ez a kínai ezoterikus buddhista mester Hui-kuo idején volt. Ezután Kúkai visszatért Japánba és vele indult el a singon vonal. A gyakorlók általában Kúkaihoz fordulnak.
Mielőtt Kínába utazott volna, Kúkai független buddhista papként élt egy évtizeden át. Rendkívül jól ismerte kora kínai irodalmát, a kalligráfiát és a buddhista szútrákat. Ekkor még az ezoterikus buddhizmus nem számított külön szektának. Hui-kuo gyűjtötte össze az ezoterikus buddhizmus akkor még külön darabokból álló indiai és kínai elemeit. Gonszó (勤操) japán buddhista pap hozta magával Kínából Ákászagarbhának azt az ezoterikus mantráját, amit Kokúzó-gumondzsihó-nak (虚空蔵求聞持法) neveznek. Ezt szanszkrit nyelvről fordították kínaira a buddhista pátriárka Szubhakaraszimha. Ez a mantra rendkívüli módon erősíti az emlékezőképességet és a koncentrációkészséget. Kúkai 22 éves korában tanulta meg ezt a mantrát és a hegyekbe elvonulva gyakorolta hosszú időn át. Ennek mesteri fokú elsajátítása lehetővé tette számára, hogy Hui-kuo tanításait mindössze három hónap alatt megtanulja.
Kúkai még életében nagy hírnévre tett szert a szigetországban. Az első templom, amit alapított a Kója-hegyen volt (高野山). A Singon gyakorlói azóta is nagy számban zarándokolnak el erre a helyre.

## A Singon Pantheon
A védikus, hindu és indo-árja istenségek többségének eredetét beágyazták a mahájána buddhizmusba. Ez kiemelkedően igaz az ezoterikus buddhizmusra. Ezek közül sok istennek van fontos szerepe, hiszen a gyakorlók rendszeresen felidézik őket szertartásaik során. A kínai taoista és a japán sintó istenségek Dévaként olvadtak be a mahájána buddhizmusba, például a kínai mahájána buddhizmusba Indra a taoizmus jade uralkodója.
Az ortodox ezoterikus buddhizmus isteni lényeit hat osztályba sorolják.
- Buddhák (Bucu 仏)
- Bódhiszattvák (Boszacu 菩薩)
- Bölcsességkirályok vagy Vidjarádzsák (Mjóó 明王)
- Istenségek vagy Dévák (Ten 天)
- Avatarok (Kesin 化身)
- Pátriárkák (Szosi 祖師)

Az Öt bölcsességkirály
Az öt bölcsességkirály az Öt bölcsességbuddha haragos megtestesülései illetve védelmezői.
- Acsala vagy Acsalanatha (Fudó mjóó 不動明王) "Az elmozdíthatatlan" - Mahávairocsana megtestesülése
- Kundali (Gundari mjóó 軍茶利明王) "Az égi ital elkészítője/kiosztója" - Ratnaszambhava megtestesülése
- Trilokavidzsaja (Gózanze mjóó 降三世明王) "A három birodalom meghódítója" - Aksobhja megtestesülése
- Jamántaka (Daiitoku mjóó 大威徳明王) "A halál legyőzője" - Amitábha megtestesülése
- Vadzsrajaksa (Kongójasa mjóó 金剛夜叉明王) "A démonok legyőzője" - Amóghasziddhi megtestesülése

Egyéb neves bölcsességkirályok
- Rágarádzsa (Aizen mjóó 愛染明王)
- Mahámájúrí (Kudzsaku mjóó 孔雀明王)
- Hajagríva (Bató Kannon 馬頭観音)
- Uccsuszma (Uszuszama mjóó 烏枢沙摩明王) (csak tendai)
- Atavaka (Daigenszui mjóó 大元帥明王)

A tizenkét védelmező istenség (Deva)
- Brahmá (Bonten 梵天) - Az egek ura, Az egek védelmező istene (felfelé irány)
- Indra (Taisakuten 帝釈天) - A Trajasztrimsa mennyország és a harminchárom istenség ura, a kelet védelmezője
- Varuna (Szuiten 水天) - A vizek ura, a nyugat védelmezője
- Vaisravana (Bisamonten 毘沙門天 vagy Tamonten 多聞天) - A gazdagság ura, az észak védelmezője
- Jama (Enmaten 焔魔天) - A pokol ura, a dél védelmezője
- Agni (Katen 火天) - A tűz ura, a délkelet védelmezője
- Ráksasza (Raszecuten 羅刹天) - A démonok ura, a délnyugat védelmezője
- Iszana vagy Mahesvara vagy Siva (Daidzsizaiten 大自在天 vagy Isanaten 伊舎那天 vagy Dzsizai ten 自在天) - A vágyak birodalmának ura, az északkelet védelmezője
- Váju (Fúten 風天)- A szél ura ; Guardian of the North West
- Szúrja vagy Aditja (Nitten vagy Nikko vagy Dai Nittenno 日天) - A nap ura
- Csandra (Gatten vagy Gakko 月天) - A hold ura
- Prithvi (Dzsiten vagy Kenrocsidzsin 地天) - A föld ura, a föld védelmezője (lefelé irány)

Egyéb fontos istenségek (Dévák)
- Marícsi (Marisiten 摩里支天) - A harcosok védelmező istene
- Mahákála (Daikokuten 大黒天) - A gazdagság védelmező istene
- Szaraszvati (Benzaiten 弁財天) - A tudás, művészet és zene védelmező istene
- Ganésa (Kangiten 歓喜天 vagy Shóten 聖天) Az áldás védelmező istene, az akadályok elhárítója
- Szkanda (Idaten 韋駄天) A konyha istene, a buddhista kolostorok és papok védelmezője

## A singon ágai

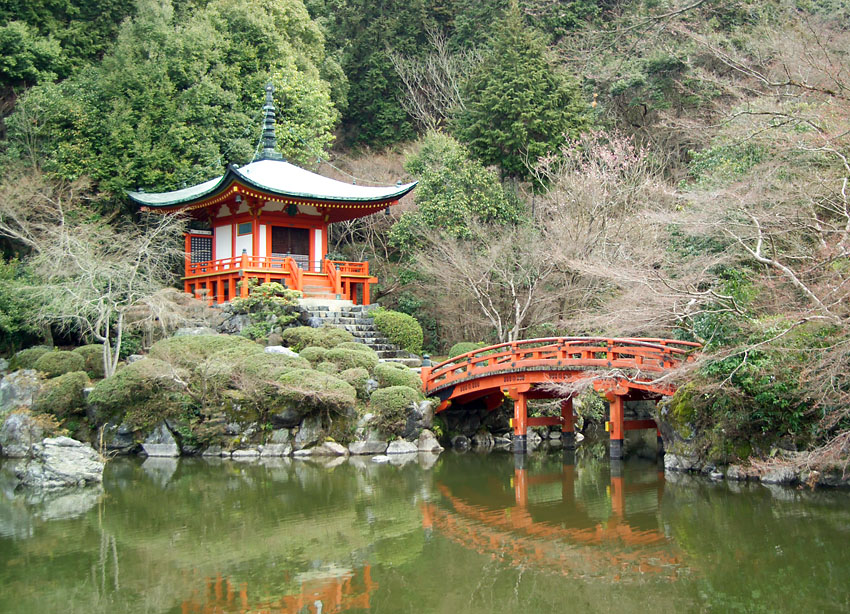
A Kiotóban található Daigo-dzsi templom a singon buddhizmus Daigo-ha ágának fő temploma.

- Az ortodox (Kogi) singon iskola (古義真言宗)
  - Kójaszan Singon-sú (高野山真言宗)
    - Csuin-Rju ágazat (中院流)

  - Tódzsi (東寺真言宗)
  - Zencúdzsi-ha (真言宗善通寺派)
  - Daigo-ha (真言宗醍醐派)
  - Omuro-ha (真言宗御室派)
  - Singon-Ricu (真言律宗)
  - Daikakudzsi-ha (真言宗大覚寺派)
  - Szennyúdzsi-ha (真言宗泉涌寺派)
  - Jamasina-ha (真言宗山階派)
  - Sigiszan (信貴山真言宗)
  - Nakajamadera-ha (真言宗中山寺派)
  - Szanbósú (真言三宝宗)
  - Szumadera-ha (真言宗須磨寺派)
  - Tódzsi-ha (真言宗東寺派)
- a reform (Singi) singon iskola (新義真言宗)
  - Csizan-ha (真言宗智山派)
  - Buzan-ha (真言宗豊山派)
  - Kokubundzsi-ha (真言宗国分寺派)
  - Inunaki-ha (真言宗犬鳴派)

## Lásd még
- Szokusinbucu
- Itó Sindzsó

## Külső hivatkozások
- Japán szekták
- O Sensei élete
- Americana Buddhist Temple(angolul)
- The International Shingon Institute(angolul)